# Nitrito
L'anione nitrito (nome sistematico: diossonitrato(III)), di formula chimica {\displaystyle {\ce {NO2-}}}, è l'ossoanione dell'azoto trivalente e allo stato di ossidazione +3 (o NIII), quello che caratterizza l'azoto nitroso; questo, insieme all'azoto nitrico (NV) e all'azoto ammoniacale (N–III), compone una triade di specie fondamentali del ciclo dell'azoto negli ecosistemi terrestri.
L'anione nitrito deriva dalla deprotonazione dell'acido nitroso HNO2, che porta alla formazione dei suoi sali, i nitriti metallici, come ad esempio quello di sodio, NaNO2:
HNO2 + NaOH   →  NaNO2 + H2O
I nitriti salini come questo sono quasi tutti composti ionici e, ad eccezione di quello di argento (AgNO2, poco solubile), sono quasi tutti ben solubili in acqua.
Dato che l'acido nitroso è debole, l'anione nitrito, che è la sua base coniugata, in acqua è parzialmente idrolizzato, per cui le soluzioni acquose di nitriti dei metalli alcalini sono lievemente basiche.
Il termine nitrito si applica anche agli esteri dell'acido nitroso, i nitriti alchilici o arilici. Questi hanno formula generale R−O−N=O, dove R è un alchile o un arile e sono composti covalenti piuttosto polari, solubili in solventi organici, ma parzialmente solubili anche in acqua, per quelli a catena corta; quello più semplice è il nitrito di metile (CH3−O−N=O). I nitriti di alchile/arile sono isomeri strutturali dei corrispondenti nitrocomposti R–NO2, nei quali il carbonio è unito all'azoto, invece che all'ossigeno: i due tipi di composto non vanno quindi confusi.

L'anione nitrito si forma come intermedio anche quando il biossido di azoto •NO2 esercita la sua azione ossidante sottraendo un elettrone ad altre specie.

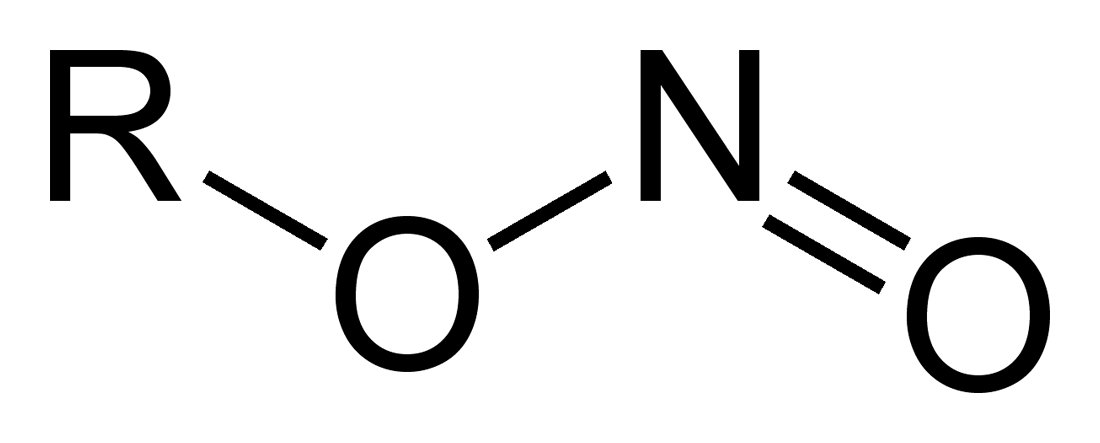
Struttura nel gruppo funzionale nitrossile

I nitriti presentano un'alta tossicità per l'uomo, specialmente nei bambini, in quanto inducono la formazione di metaemoglobina, forma non funzionante dell'emoglobina che riduce l'apporto di ossigeno ai tessuti e talvolta causa anche il decesso. Per reazione con ammine secondarie ed ammidi presenti negli alimenti, forma le nitrosammine, N-nitroso composti cancerogeni.

## Esempi di derivati dell'acido nitroso
- acido nitroso, {\displaystyle {\ce {HNO2}}}
- nitrito di sodio, {\displaystyle {\ce {NaNO2}}}
- cloruro di nitrosile, Cl−N=O
- tetrafluoroborato di nitrosonio, [N≡O]+[BF4]−[12]
- N-nitrosammine, R1R2N−N=O[13]
- nitrito di metile, {\displaystyle {\ce {CH3ONO}}}
- nitrito di amile, meglio noto come popper, {\displaystyle {\ce {C5H11ONO}}}

## Nitriti inorganici
In chimica inorganica, i nitriti sono sali dell'acido nitroso {\displaystyle {\ce {HNO2}}}. Essi sono formati da cationi metallici Mn+ e anioni nitrito {\displaystyle {\ce {NO2-}}}. I nitriti dei metalli alcalini e dei metalli alcalino terrosi possono essere sintetizzati facendo reagire una miscela di monossido di azoto {\displaystyle {\ce {NO}}} e biossido di azoto {\displaystyle {\ce {NO2}}} con la corrispondente soluzione di idrossido del metallo, come pure attraverso la decomposizione termica del corrispondente nitrato. Altri nitriti sono ottenibili per mezzo della riduzione dei corrispondenti nitrati.
Il nitrito di sodio è usato come conservante di insaccati poiché abbatte la carica batterica e, in una reazione con la mioglobina della carne, dà al prodotto un bel colore rosso scuro. A causa della tossicità del nitrito (la dose letale per l'uomo è fissata all'incirca in 22 mg/kg di peso corporeo), la concentrazione massima consentita nelle carni è di 200 ppm. A certe condizioni, specialmente in cucina, i nitriti della carne possono reagire con prodotti della degradazione degli amminoacidi, formando le nitrosammine, che sono notoriamente cancerogene.
Il nitrito è rilevato ed analizzato dalla reazione di Griess, che implica la formazione di un colorante azoico rosso intenso quando un campione contenente NO−2 venga fatto reagire con acido solfanilico e α-naftilammina in presenza di acido.
I nitriti possono essere ridotti ad ossido di azoto o ad ammoniaca da varie specie di batteri.

## Nitriti organici
In chimica organica, i nitriti sono esteri dell'acido nitroso e presentano il gruppo funzionale nitrossido (−O−N=O) unito ad un alchile o arile. Pertanto, la loro formula generale è R-O-N=O. Il nitrito di amile viene utilizzato in medicina come trattamento per le malattie cardiache.
I nitriti non devono essere confusi con i nitrocomposti, nonostante questi ultimi, essendo isomeri, abbiano in comune la stessa formula bruta (RNO2), o con i nitrati, che sono esteri dell'acido nitrico (R-O-NO2). L'anione nitrito {\displaystyle {\ce {NO2-}}} non deve poi essere confuso con il catione nitronio {\displaystyle {\ce {NO2+}}}.

## Applicazioni

### Impiego nell'industria alimentare
I nitriti possono essere addizionati come conservanti ai seguenti alimenti: insaccati (freschi, stagionati, cotti), prosciutti (stagionati e cotti), semiconserve non sterilizzate (würstel e mortadella), le conserve sterilizzate, carni affumicate, nei cereali e prodotti tostati, pesce.
La Direttiva del Parlamento Europeo 95/2/CE del 20 febbraio 1995 consente per gli insaccati l'addizione di nitrito di sodio (E 250) solo o con NaCl e di nitrito di potassio (E 249), nella misura massima di 150 mg/kg. Permette inoltre, come funzione di riserva, l'impiego di nitriti l'addizione di nitrato di sodio (E 251) e di potassio (E 252) nella misura massima di 250 mg/kg.
Il Comitato Scientifico per l'Alimentazione della Commissione Europea ha valutato l'assunzione giornaliera accettabile di nitriti nell'ordine di 0,06 mg/kg di peso corporeo e di 3,7 mg/kg per i nitrati.
Il comitato FAO-OMS ha fissato per i nitriti una dose giornaliera di 0-0,1 mg/kg di peso corporeo.
La legislazione italiana è fra le più restrittive, perché l'impiego è consentito solo per la carne conservata.
La legge consente l'aggiunta negli alimenti di un quantitativo massimo di nitriti pari a 150 mg per kg di prodotto, 25 volte quella massima presente nei vegetali.